# Льюїс Касс
Льюїс Касс (англ. Lewis Cass; 9 жовтня 1782 — 17 червня 1866) — американський політик. Був губернатором території Мічиган з 1813 по 1831 рік і сенатором від цієї території протягом двох скликань. Також займав пост посла США у Франції (1836—1842). Був кандидатом від демократичної партії США на президентських виборах 1848 року. Але зазнав поразки від Закарі Тейлора.